# Артышта (Беловский район)
Артышта́, ранее Бородёнково — село в Беловском районе Кемеровской области. Входит в Старобачатское сельское поселение.

## География
Центральная часть населённого пункта находится на высоте 283 метра над уровнем моря. Расположено на р. Артышта.

## История
Основано в XVIII в. крестьянами Бородёнковыми из Европейской России, по фамилии которых и было названо. Фамилия произошла от прозвища Бородёнка. Потомки основателей села до сих пор проживают в районе и области. До 1917 года село входило в состав Бачатской волости Кузнецкого уезда Томской губернии. Второе название — Артышта, данное по названию реки, на которой расположено село, долгое время оставалось малоизвестным. В начале 1920-х годов после появления поблизости железнодорожной станции под названием Артышта прежнее название Бородёнково стало забываться. С момента основания в 1926 году Артыштинского сельсовета Беловского района село Артышта являлось его административным центром. 23 сентября 1963 года после расформирования Артыштинского сельсовета село было передано в административное подчинение Старобачатского поссовета. 
| Год учёта | Статистические сведения | Статистические сведения | Статистические сведения                                   |
| Год учёта | Население               | Домохозяйства           | Объекты социально-экономического и культурного назначения |
| --------- | ----------------------- | ----------------------- | --------------------------------------------------------- |
| 1859      | 325                     | 50                      |                                                           |
| 1911      | 688                     | 110                     | Часовня                                                   |
| 1968      | 735                     | 148                     | Восьмилетняя школа, клуб                                  |

12 января 1987 года в связи с образованием Гурьевского района село Артышта вместе с другими населёнными пунктами, подчинёнными Старобачатскому поссовету, ненадолго вошло в состав вновь созданного района. 21 августа 1989 года село Артышта было возвращено в состав Беловского района. Село находилось под управлением Старобачатского поссовета до его преобразования 17 декабря 2004 года в Старобачатское сельское поселение.

## Население
| 2010 |
| ---- |
| 263  |

По данным Всероссийской переписи населения 2010 года, в селе Артышта проживает 263 человека (144 мужчины, 129 женщин).